# محمد كليبات
محمد كليبات (بالعبرية: מוחמד כליבאת‏) هو لاعب كرة قدم عربي يلعب في صفوف فريق هبوعيل رعنانا من الدوري الاسرائيلي الممتاز.

## سيرته ألكروية
بدأ حياته ألمهنية بكرة القدم ضمن فريق الشبيبة بفريق «نادي كرة القدم الناصرة العليا»، وفي سنة 2009 صعد إلى دوري المحترفين.في كانون الثاني سنة 2010 إنتقل إلى «مكابي حيفا»، وفي 17 نيسان سنة 2010 لعب أول لعبة له ضد «النادي الرياضي أشدود». في سنة 2011\2010 استعارهُ فريق «هبوعيل عكا»، وأدخل 5 أهداف وساعدها في الوصول إلى تصفيات الفرق التي في المراتب الوسطى.
في شهر تموز سنة 2011 استعارهُ «مكابي نتانيا»، تحت إرشاد المدرب «رؤوفن عطار»، ولعب 29 مباراة وأدخل فيها 3 أهداف، وساعدها في الوصول للمكان الرابع الذي أوصلها إلى الألعاب التمهيدية في الدوري الأوروبي.
في صيف 2012 استعارهُ فريق «أبناء سخنين»، وفي الموسم الأول أحرز 5 اهداف للفريق السخنيني. في نهاية الموسم مدّدَ إتفاقيتهُ مع «مكابي حيفا» ل 3 سنوات، وأُعيرَ إلى سخنين لموسم إضافي وقد ساعد الفريق في موسم 2014\2013 في الوصول إلى تصفيات الفرق التي في المراتب العليا، أحرز حينها 11 هدفاً لصالح سخنين، وتوج بملك الأهداف في الفريق.
في موسم 2015\2014 عاد إلى «مكابي حيفا»، واشترك في 7 مباريات. وفي كانون الثاني سنة 2015 أُعيرَ «لِأبناء سخنين» مرة أخرى.
وفي عام 2016\2015 أُعيرَ محمد كليبات ل«مكابي بيتاح تكفا». في شهر حزيران سنة 2016 وقَّع على إتفاقية ثابتة مع «مكابي بيتح تكفا»، بعد أن تحرَّرَ من فريق «مكابي حيفا» الذي كان يملك بطاقة اللّاعب خاصّتُهُ.
في 29 من شهر كانون الثاني سنة 2017 استعارهُ «هبوعيلرعنانا» لِآخر الموسم الرياضي.
لعب كليبات 14 لعبة مع المنتخب الإسرائيلي للشبيبة، وأحرز خلالها 4 أهداف.
في شهر حزيران سنة 2013 كان ضمن لاعبي المنتخب الإسرائيلي للشبية في مباريات كأس أوروبا للشبيبة التي أُقيمت في إسرائيل.

## روابط خارجية
- محمد كليبات على موقع قاعدة بيانات كرة القدم.إي يو (الإنجليزية)
- محمد كليبات على موقع Soccerway.com (الإنجليزية)